# Émile Taigny

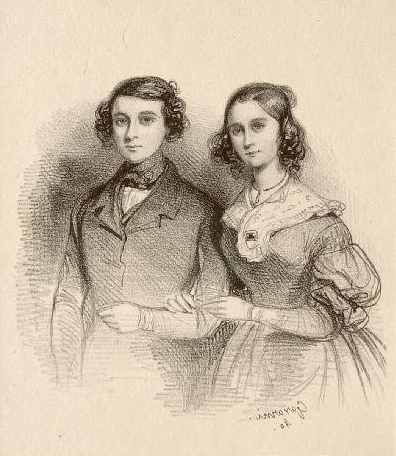
Émile Taigny mit seiner Frau Thelma Herdlitz

Émile Taigny (* 25. Januar 1810 in Paris; † 17. Mai 1875 ebenda) war ein französischer Schauspieler, Theaterdirektor und Theaterintendant.

## Biographie
Taignys Vater stammte aus der Normandie und hatte sich in Paris niedergelassen. Seinen Kindern ließ er die freie Berufswahl und so entschloss sich Émile Taigny, als Jüngster von vier Brüdern, Schauspieler zu werden. Seine Karriere begann er im Alter von 14 Jahren am Théâtre Comte, wo er für 18 Monate engagiert war. Anschließend, im Jahr 1826, verließ er Paris, um in Bordeaux ein Engagement anzunehmen. Dort lernte er, bei seiner Tante, seine sieben Jahre jüngere Cousine und spätere Frau Thelma Herdlitz kennen, die er heiratete, sobald diese alt genug war. Seine Tante selbst und auch seine dort lebende Großmutter waren ehemalige Schauspielerinnen an der Comédie-Française und gaben ihm währenddessen Unterricht. Es folgten Engagements in Clermont-Ferrand und 1831 Toulouse.
Im selben Jahr kehrte Taigny, mit Ehefrau, nach Paris zurück, wo er mit einer Hauptrolle im Théâtre du Vaudeville in einem Stück von Étienne Arago, der auch die Regie führte, debütierte. Sein Schauspiel gefiel allgemein und so konnte er in den folgenden Jahren große Erfolge feiern. Besonders eine Travestie-Rolle, in der er eine jugendliche Liebhaberin spielte, machte ihn zum Tagesgespräch und zum Liebling des Publikums. Er hatte durchgehend Engagements zusammen mit seiner Frau und so machten die beiden auch von 1838 bis 1840 eine Tournee durch die Provinz. Danach brachen schwierige Zeiten an für Taigny. Er tat sich schwer, neue Engagements zu bekommen, was wohl auch seiner geringen Körpergröße geschuldet war.
Im Jahr 1850 konnte Taigny das heruntergewirtschaftete Théâtre des Délassements–Comiques übernehmen und er fungierte sowohl als Direktor als auch als Schauspieler. Seine Schauspielkarriere gab er dann 1860 auf, da er den jugendlichen Liebhaber nicht mehr glaubwürdig geben konnte. Als 1862 der Stadtumbau unter Georges-Eugène Haussmann zum Tragen kam, wurde die gesamte Häuserzeile auf der Rue du Temple abgerissen. Taigny nutzte den erzwungenen Wechsel, um die Intendanz im Théâtre de la Gaîté zu übernehmen. Diese Stellung übte Taigny bis zu seinem plötzlichen Tode, durch einen Schlaganfall, aus.